# Seznam osebnosti iz Občine Hrpelje - Kozina
Seznam osebnosti iz Občine Hrpelje - Kozina vsebuje osebnosti, ki so se tu rodile, delovale ali umrle.
Občina Hrpelje - Kozina ima 38 naselij: Artviže, Bač pri Materiji, Beka, Brezovica, Brezovo Brdo, Golac, Gradišče pri Materiji, Gradišica, Hotična, Hrpelje, Javorje, Klanec pri Kozini, Kovčice, Kozina, Krvavi Potok, Markovščina, Materija, Mihele, Mrše, Nasirec, Obrov, Ocizla, Odolina, Orehek pri Materiji, Petrinje, Poljane pri Podgradu, Povžane, Prešnica, Ritomeče, Rodik, Rožice, Skadanščina, Slivje, Slope, Tatre, Tublje pri Hrpeljah, Velike Loče, Vrhpolje.

## Gospodarstvo
- Franjo Benčič (1898, Hrpelje – ?), sadjar
- Edvard Bubnič (1884, Slivje - 1959 Ilirska Bistrica), gostilničar, uradnik, zbiratelj
- Ivan Ivančič (1893, Artviže - 1972, Ankaran), kmet
- Roman Pahor (1903, Trst – 1951 Izola), zavarovalniški strokovnjak
- Danilo Petrinja (1922, Petrinje – 2002, Koper), direktor, gospodarstvenik
- Božidar Race (1904, Hrpelje – 1991, Beograd), ekonomist
- Bogdan Žagar (1901, Klanec pri Kozini – 1972, Ljubljana), inženir gozdarstva

## Šolstvo
- Ivan Benčič (1893, Hrpelje – 1962, Trst), učitelj
- Boris Bernetič  (1944, Rodik – ), učitelj, projektant, predsednik skupščine
- Evgen Dobrila (1929, Hrpelje – 2016, Trst), šolnik, sindikalist
- Anton Ivančič (1901, Javorje -1982, Javorje), partizanski učitelj, ljudski pesnik, organizator kulturnih prireditev, referent za kulturo in prosveto
- Jolanda Pibernik (1934, Trst – 2019, Kranj), likovna pedagoginja, pisateljica
- Benjamin Slavec (1932, Beka - ), šolnik, zgodovinar
- Francka Varl-Purkeljc (1919, Pesnica pri Mariboru – ? 2001), šolnica, slavistka

## Politika
- Vladimir Bračič (1919, Cirkulane – 1996, Maribor), politik, geograf
- Jože Dekleva (1899, Bač pri Materiji – 1969, Trst), politik, pravnik
- Jožef Samsa (1808, Kozina – 1881, Kozina), župan, deželni poslanec
- Magdalena Tovornik (1945, Obrov – ), političarka, kemičarka, učiteljica
- Rudolf Udovič (1910, Obrov – 1987, Koper), novinar

## Cerkev
- Mriko J. Godina (1901, Slope – 1983, ZDA), duhovnik, minorit
- Janez Štefan Verbec (1600, Klanec pri Kozini – ?), duhovnik, teolog

## Znanost
- Maks Babuder (1940, Materija – ), elektrotehnik
- Valter Fabjančič (1973, Koper – ), dr. znanosti, kriminalist
- Vladimir Grželj (1940 Hrpelje – ), ljubiteljski zgodovinar
- Katja Hrobat-Virloget (1976, Koper -), antropologinja
- Just Ivanovič (1935, Brezovica - ), ljubiteljski zgodovinar, novinar, športni delavec
- Albert Klun (1926, Brezovica – 2002, Izola), zgodovinar
- Stanislav Mahne (1942, Tatre – ), kirurg, primarij
- Jana Pečečnik Žnidarčič (1969, Postojna - ), oblikovalka vizualnih komunikacij, predavateljica, ilustratorka
- Lucijan Pelicon (1940, Hrpelje – ), elektrotehnik, publicist
- Srečko Vatovec (1916, Hrpelje – 1982, Ljubljana), veterinar
- Leon Žlebnik (1918, Materija – 2004, Ljubljana), filozof, pedagog in psiholog

## Pravo
- Slavko Gerželj (1956, Koper – ), pravnik, publicist, fotograf, turistični vodnik

## Umetnost in kultura
- Jože Babič (1917, Povžane - 1996, Ljubljana), igralec, režiser
- Marija Blažina (1899, Kozina – 1971, Trst), prosvetna delavka
- Slavka Cetin Čufar (1938, Mrše – ), pisateljica, folkloristka
- Fanči Klobučar (1966, Trbovlje – ), korepetitorka, pianistka, zborovodkinja
- Zlati Klun (1952, Slope – 2022, Koper), bobnar, tolkalec, pevec
- Karlo Kocjančič (1901, Škedenj – 1970, Reka), pesnik, novinar, urednik, fotograf
- Edvard Race (1947, Rodik – ), komercialist, kulturni delavec, zborovodja
- Srečko Špik (1950, Kozina – 1996, Ljubljana), gledališki igralec, režiser
- Andreja Tomažič Hrvatin (1985, Postojna – ), dirigentka, zborovodkinja
- Vito Tongiani (1940, Materija – ), italijanski kipar in slikar
- Josip Valenčič (1925, Slivje –  ? Gorski Kotar), pesnik, partizanski borec
- Hrabroslav Otmar Vogrič (1873, Materija – 1932, Tolmin), glasbenik, skladatelj, organist

## Vojska
- Vladimir Dujmovič (1912, Rodik – 1997, Izola), narodni delavec
- Franc Lipovec (1909, Kovčice – 1990, Izola), pripadnik tajne organizacija TIGR, borec NOB
- Anton Mahne (?, Tatre ? ), aktivist NOB
- Boris Race (Žarko) (1916, Hrpelje – 1995, Trst), gradbeni tehnik, aktivist NOB, publicist

## Šport
- Oliviero Conti (1933, Milano – 1973, Materija), nogometaš, v Materiji umrl v prometni nesreči